# Tamoya haplonema
Tamoya haplonema is een tropische dooskwal uit de familie Tamoyidae. De kwal komt uit het geslacht Tamoya. Tamoya haplonema werd in 1859 voor het eerst wetenschappelijk beschreven door F. Müller. 